# Calciumhypochlorit
Kalciumhypoklorit eller calciumhypochlorit, Ca(ClO)2, er et stærkt oxidationmiddel og er den aktive substans i blegepulver.
Det anvendes bl.a. til desinfektion af drikkevand og svømmebassiner.
| Kemi | Spire Denne artikel om kemi er en spire som bør udbygges. Du er velkommen til at hjælpe Wikipedia ved at udvide den. |